# Weston-super-Mare (circonscription britannique)
Circonscription parlementaire de la Chambre des communes
La circonscription de Weston-super-Mare  est une circonscription située dans le Somerset et représentée à la Chambre des communes du Parlement britannique.

## Géographie
La circonscription comprend :
- La ville de Weston-super-Mare
- Les villages de Banwell, Bleadon, Winscombe et Congresbury

## Députés
Les Members of Parliament (MPs) de la circonscription sont :
| Législature                               | Années       | Député        | Député                 | Parti             |
| ----------------------------------------- | ------------ | ------------- | ---------------------- | ----------------- |
| Weston-super-Mare issue de North Somerset |              |               |                        |                   |
| 31e                                       | 1918–1922    |               | Sir Gilbert Wills, Bt. | Conservateur      |
| 32e                                       | 1922–1923    | Lord Erskine  |                        | Conservateur      |
| 33e                                       | 1923–1924    |               | Frank Murrell          | Libéral           |
| 34e                                       | 1924–1929    |               | Lord Erskine (2)       | Conservateur      |
| 35e                                       | 1929–1931    |               | Lord Erskine (2)       | Conservateur      |
| 36e                                       | 1931–1934    |               | Lord Erskine (2)       | Conservateur      |
| 36e                                       | 1934–1935    | Ian Orr-Ewing |                        | Conservateur      |
| 37e                                       | 1935–1945    | Ian Orr-Ewing |                        | Conservateur      |
| 38e                                       | 1945–1950    | Ian Orr-Ewing |                        | Conservateur      |
| 39e                                       | 1950–1951    | Ian Orr-Ewing |                        | Conservateur      |
| 40e                                       | 1951–1955    | Ian Orr-Ewing |                        | Conservateur      |
| 41e                                       | 1955–1958    | Ian Orr-Ewing |                        | Conservateur      |
| 41e                                       | 1958-1959    | David Webster |                        | Conservateur      |
| 42e                                       | 1959–1964    | David Webster |                        | Conservateur      |
| 43e                                       | 1964–1966    | David Webster |                        | Conservateur      |
| 44e                                       | 1966–1969    | David Webster |                        | Conservateur      |
| 44e                                       | 1969-1970    | Jerry Wiggin  |                        | Conservateur      |
| 45e                                       | 1970–1974    | Jerry Wiggin  |                        | Conservateur      |
| 46e                                       | 1974–1974    | Jerry Wiggin  |                        | Conservateur      |
| 47e                                       | 1974–1979    | Jerry Wiggin  |                        | Conservateur      |
| 48e                                       | 1979–1983    | Jerry Wiggin  |                        | Conservateur      |
| 49e                                       | 1983–1987    | Jerry Wiggin  |                        | Conservateur      |
| 50e                                       | 1987–1992    | Jerry Wiggin  |                        | Conservateur      |
| 51e                                       | 1992–1997    | Jerry Wiggin  |                        | Conservateur      |
| 52e                                       | 1997–2001    |               | Brian Cotter           | Libéral-démocrate |
| 53e                                       | 2001–2005    |               | Brian Cotter           | Libéral-démocrate |
| 54e                                       | 2005–2010    |               | John Penrose           | Conservateur      |
| 55e                                       | 2010–2015    |               | John Penrose           | Conservateur      |
| 56e                                       | 2015–2017    |               | John Penrose           | Conservateur      |
| 57e                                       | 2017–2019    |               | John Penrose           | Conservateur      |
| 58e                                       | 2019–Présent |               | John Penrose           | Conservateur      |